# Aaron Labonte
Aaron Labonte (* 27. November 1983 in Middlesbrough) ist ein ehemaliger englischer Fußballspieler.

## Karriere
Aaron Labonte wurde im Jahr 1983 in Middlesbrough, im Nordosten Englands geboren. Von 2002 bis 2003 spielte Labonte in der Jugend von Newcastle United. Ab Mai 2003 stand der Innenverteidiger fünf Jahre bei Dunfermline Athletic in Schottland unter Vertrag. Sein Debüt gab Labonte am 13. September 2003 im Ligaspiel der Scottish Premier League gegen die Glasgow Rangers. Labonte wurde bei der 0:3-Niederlage im Ibrox Stadium in der 80. Spielminute für Andy Tod eingewechselt. Als größte Erfolge in Dunfermline verbuchte Labonte das Erreichen des Ligapokalfinals 2006 und im FA Cup 2007 das jeweils gegen Celtic Glasgow verloren wurde. Für die als Pars genannte Mannschaft spielte der Abwehrspieler 74-mal in der Liga. Im Jahr 2008 ging Labonte nach Irland um ein Jahr für Finn Harps zu spielen. Danach beendete er seine Karriere frühzeitig.